# Саулкрастський край
Саулкра́стський кра́й (латис. Saulkrastu novads) — адміністративно-територіальна одиниця Латвійської Республіки. Розташований у центральній частині країни, в історичному регіоні Ліфляндія. Адміністративний центр — Саулкрасти. Створений 2021 року. Площа — 277,8 км². Населення — 9 230 осіб (2021). До складу краю входять 1 місто і 2 волості.

## Історія
Край утворений 1 липня 2021 року шляхом об'єднання Саулкрастського та Сейського країв, після адміністративно-територіальної реформи Латвії 2021 року.

## Адміністративний поділ
- місто - Саулкрасти
- 2 волості - Саулкрастська та Сейська

## Населення
Національний склад краю за результатами перепису населення Латвії 2011 року.
| Національність | К-сть | % |
| -------------- | ----- | - |